# Elizabeth Somerset
Elizabeth Somerset, grevinna av Worcester, född Browne okänt år, död 1565, var en engelsk hovfunktionär.  Hon var hovdam till drottning Anne Boleyn, och var en av huvudvittnena mot henne under skilsmässan mellan kungen och Anne Boleyn 1536.  
Hon var dotter till Sir Anthony Browne och Lucy Neville och gifte sig före 1527 med Henry Somerset, 2nd earl of Worcester. Hon anställdes 1533 som hovdam hos drottning Anne Boleyn och var en av de två hovdamer som intog främsta platsen med drottningen under kröningsfestligheterna. 
Hon vittnade 1536 om att Anne Boleyn hade begått äktenskapsbrott med Henry Norris, Mark Smeaton och George Boleyn, Viscount Rochford. Huruvida hennes vittnesmål var sanningsenligt är omdebatterat. I egenskap av en av Annes främsta hovdamer levde hon nästan ständigt i Annes närhet och hade goda möjligheter att bevittna ett äktenskapsbrott om det hade ägt rum. Det finns också många tecken på att hon inte endast var hovdam utan också vän till Anne och hade en nära relation till henne, vilket gör hennes vittnesmål mer trovärdigt. Anne lånade henne vid ett tillfälle en stor summa pengar, och sände vid ett annat tillfälle själv efter barnmorskan åt henne vid en av hennes förlossningar. När Anne 1536 fängslades i Towern, uttryckte hon vid ett tillfälle saknad efter Elizabeth Somerset och oro över dennas kommande förlossning. 